# Peterborough (Kanada)

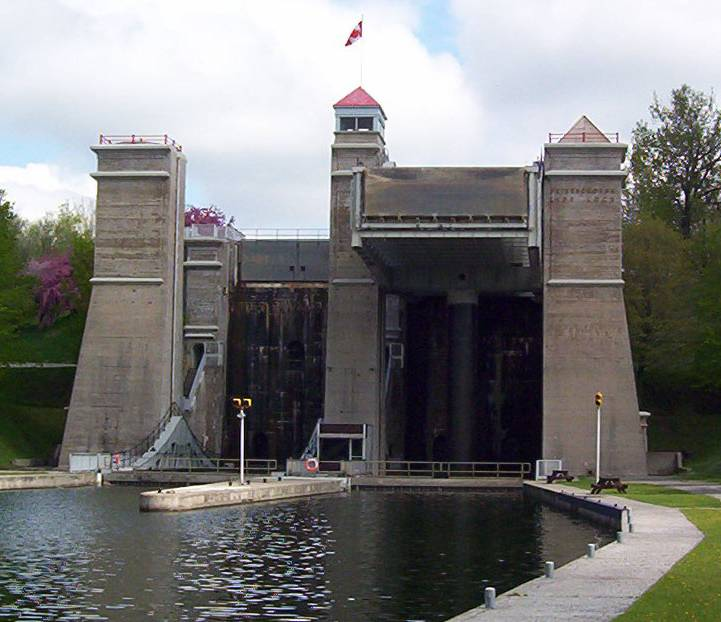
Śluza w Peterborough

Peterborough – miasto (ang. city) w Kanadzie, w prowincji Ontario.
Pomimo że miasto leży w granicach hrabstwa Peterborough, jest od niego administracyjnie odrębne.
W 2005 r. Peterborough liczyło ok. 104 tys. mieszkańców.
W mieście rozwinął się przemysł elektrotechniczny, maszynowy, spożywczy, precyzyjny, metalowy, drzewny, włókienniczy, materiałów budowlanych oraz chemiczny.
W mieście działa Uniwersytet Trent.

## Sport
- Peterborough Petes – klub hokejowy